# Гепард
Гепард (лат. Acinonyx jubatus) је угрожена врста из породице мачака (Felidae) и једини рецентан представник рода Acinonyx. То је најбржа копнена животиња која трчи брзином више од 105 km/h на краћим раздаљинама до 460 метара. За само три секунде, гепард развије брзину од 0 до 110 km/h. Гепард насељава већи део афричког континента, бројније популације се налазе јужно од Сахаре, такође насељава и мали део југозападне Азије, тачније Ирана.

## Опис
Гепард има витко тело са дугим ногама и тупим канџама које се не могу увући. Длака је груба и кратка, а крзно је тамно са малим, округлим црним тачкама. Тачке су пречника од 2-3 центиметра, погодујући гепарду приликом лова и служећи му као камуфлажа. Стомак је бео без тачака, док је крај репа китњаст са белим праменом и завршава се са четири до шест црних кругова. Гепард има малу овалну главу са високо постављеним очима. Црне шаре у облику суза које клизе се протежу од углова очију преко бочних страна носа до уста.
Одрасла јединка тежи од 40 до 65 килограма. Целокупна дужина тела је од 115 до 135 центиметара, док је реп дужине и до 84 центиметара. Мужјаци су нешто крупнији од женки са мало већим главама, али с обзиром на то да постоје велике варијације у величинама гепарда, тешко је утврдити ко је мужјак а ко женка само на основу спољашњег изгледа животиње.
Код неких гепарда је присутна ретка мутација шара на крзну. Гепард са већим и тамнијим тачкама је познат и као „краљ гепард”. Некада се мислило да је у питању посебна подврста гепарда, али је овај став напуштен.

### Особине
Гепард је једна од четири врсте мачака које имају канџе које се не могу увући у шапе. Поред гепарда, то су још и мачка рибар, равноглава мачка и ириомотска мачка. Ова особина пружа овим мачкама додатну предност при гоњењу плена. Структура лигамената гепарда је иста као и код осталих мачака, једино што им недостаје је облога од коже и крзна, тако да су канџе стално видљиве. Такође, канџе су много краће и равније него код других мачака. Гепард је спретна мачка која може да достигне брзину до 100 км на сат, што најдуже може да потраје 20 секунди. Одличан је ловац на антилопе којима се најчешће и храни.
Адаптације које помажу гепарду да тако брзо гони плен укључују његове велике ноздрве које омогућују оптималан унос кисеоника и увећано срце и плућа који усклађено функционишу ради ефикаснијег циркулисања кисеоника. Током уобичајене трке гепард направи од 60 до 150 удисаја у току једног минута. Реп гепарду служи као кормило приликом трке како би одржао равнотежу и правио оштра скретања.
Гепард је сматран за најпримитивнију од свих мачака. За разлику од „правих” великих мачака, гепард може да преде приликом удисања ваздуха, али не може да риче. Супротно од тога, велике мачке могу да ричу, док су у стању да преду једино када издишу. Међутим, неки ипак гепарда сматрају за најмању велику мачку.

## Таксономија
је било научно име које је користио Јохан Кристијан Данијел фон Шребер 1777. године, који је базирао свој опис врста на ранијим описима Компта де Буфона и Томаса Пенанта. Генеричко име Acinonyx је предложио Џошуа Брукс 1828. године.

### Подврсте
Постоји четири или пет признатих подврста гепарда:
- Азијски гепард
- Западноафрички или сахарски гепард
- Централноафрички или судански гепард
- Јужноафрички или намибијски гепард
  - Источноафрички или танзанијски гепард (популација подврсте Acinonyx jubatus jubatus, раније сматрана за посебну подврсту Acinonyx jubatus raineyii)

### Филогенија
Најближи сродници гепарда су пума (Puma concolor) и јагуарунди (Herpailurus yagouaroundi). Ове три врсте заједно чине род пума, један од осам родова породице Felidae. Сестринска група рода пума је клада мањих мачака из Старог света која укључује родове Felis, Otocolobus и Prionailurus.

## Размножавање
Женке достижу полну зрелост са 20 до 24 месеци живота, а мужјаци са 12 месеци (иако се не паре све до своје треће године). Парење се одвија током целе године. Недавна студија извршена у Серенгетију је показала да се женке гепарда често паре са различитим мужјацима са којима имају младе.
Женке доносе на свет до девет мачића након трудноће која траје од 90 до 98 дана, иако просечан окот има три до пет мачета. Младунчад по рођењу тежи од 150 до 300 грама. За разлику од неких других мачака, младунци гепарда се рађају са препознатљивим тачкама. Млади се такође рађају са карактеристичним меким, светлим крзном који се налази око врата протежући се до средине леђа. Овакво крзно ишчезава како гепард расте.
Стопа смртности је веома висока током првих недеља, и до 90% младунчади убију лавови, хијене, чак и орлови. Млади напуштају мајку између тринаестог и двадесетог месеца живота. Иако често кратко живе, гепарди могу да поживе преко 20 година, а са годинама губе своју гипкост и брзину.

### Територија
Мужјаци су веома друштвени. Формирају групе од по неколико усамљених мужјака или остају са својом браћом из истог легла. Веома су територијални. Површина мужјакове територије варира од 37 до 160 km². Женке гепарда не оформљују територије. Увек лове самостално, а када млади напуне пет до шест недеља оне их воде са собом да би им показале како се лови.

## Исхрана и лов
Гепарди су месоједи и хране се сисарима масе до 40 килограма, укључујући Томсонову газелу и импалу. Гну говеда и телад се лове када гепарди лове у групама. Такође лове морке и зечеве. Док остале велике мачке углавном лове ноћу, гепарди лове по дану. Обично лове или рано ујутро или предвече када није велика врућина. Гепарди лове ослањајући се на свој вид, а не на мирис. Плену се прикрадају док не дођу на даљину од 10-30 метара. Потера за пленом не траје више од једног минута и ако гепард не успе да га ухвати на почетку, често ће одустати него да троши енергију. Просечна успешност у лову је око 50%, што значи да половина гепардовог лова резултује неуспехом.
Још један разлог због чега гепард може да одустане од трке лежи у напору гепардовог тела. Приликом убрзавања, телесна температура гепарда постане толико висока да би било смртоносно да настави трку — ово објашњава чињеницу зашто се гепард често може видети како одмара чак и после улова. Док одмара, гепард ризикује да изгуби плен јер тада постаје превише исцрпљен да би га бранио од лавова, хијена и павијана. Ако је у питању жестока трка, у стању је да се од ње одмара и више од пола сата. Гепард убија свој плен спотицањем и обарањем током трке, затим гризући га са доње стране грла како би га удавио. Гепард није довољно снажан да би сломио врат газелама које најчешће лови. Када убије плен, гепард наставља што пре да га прождире док га није одузела нека друга грабљивица.

## Распрострањеност и статус
Гепарди живе на отвореним и пространим стаништима где постоји обиље ловине, као што су полупустиње и саване. У Намибији живи трећина целокупне популације гепарда где настањују различита станишта, укључујући травнате равнице, саване, густу вегетацију и планински терен. 95% гепарда настањује комерцијалне фарме. У дивљини се могу наћи у Африци, док су у прошлости живели све до Индије. Откривена је популација гепарда у североисточном Ирану, у провинцији Копасан. Процењује се број на око 50 јединки. Постоји пет подврста гепарда: четири живи у Африци и једна у Ирану. Угрожена подврста Acinonyx jubatus venaticus настањује Иран. 1990. године, у индијским дневним новинама изашао је чланак о присутности гепарда у источној Индији.
Гепарди су угрожена врста. Од свих осталих великих мачака он је најмање прилагодљив на различите околине. Одувек се тешко размножавао у зоолошким вртовима, иако су скоро неколико зоо-вртова у томе били успешни. Некада масовно ловљен због свог крзна, данас више пати од губитка природног станишта и животиња које лови.